# Ogród Oliwny
Ogród Oliwny, Getsemani, Ogrójec (hebr. גת שמנים = Gat Szemanim, dosłownie „tłocznia oliwek”, tradycyjnie tłumaczone jako „ogród oliwny”) – miejsce w Jerozolimie, w którym Jezus miał przebywać na czuwaniu modlitewnym razem z Apostołami w wieczór przed pojmaniem.

## W Piśmie Świętym
Wspominany w Nowym Testamencie teren znajdujący się w Dolinie Cedronu u podnóża Góry Oliwnej w Jerozolimie w Izraelu. Miejsce, z którego roztacza się widok na wschodnie stoki wzniesienia Moria – Wzgórza Świątynnego. Ewangelie podają, iż w miejscu tym zatrzymywał się wielokrotnie Jezus podczas swoich pobytów w stolicy starożytnego Izraela, szczególnie w czasie żydowskiego święta Paschy. Znał je apostoł Judasz, który właśnie tutaj miał wydać Chrystusa wysłanemu przez arcykapłanów i starszych ludu oddziałowi zbrojnemu. (Mk 14,43-52). Zanim jednak do tego doszło Jezus pogrążyć się miał w męce, prosząc Boga, by jeśli to możliwe, ominęło go cierpienie, którego się spodziewał. Pasja Zbawiciela stała się tematem wielu utworów muzycznych, literackich oraz dzieł filmowych. Przedstawiało ją wielu malarzy nawiązujących w swej twórczości do motywów biblijnych. Słowa Jezusa przytoczone przez ewangelistę Łukasza (Łk 22,42) przyczyniły się do rozwinięcia teologicznej refleksji św. Maksyma Wyznawcy dotyczącej podwójnej woli – boskiej i ludzkiej – w Osobie Chrystusa przeciwko tzw. monoteletyzmowi.
W Getsemani znajduje się dzisiaj kilka sanktuariów chrześcijańskich, którymi opiekują się poszczególne wspólnoty kościołów wschodnich oraz franciszkanie.

## W pismach Ojców Kościoła

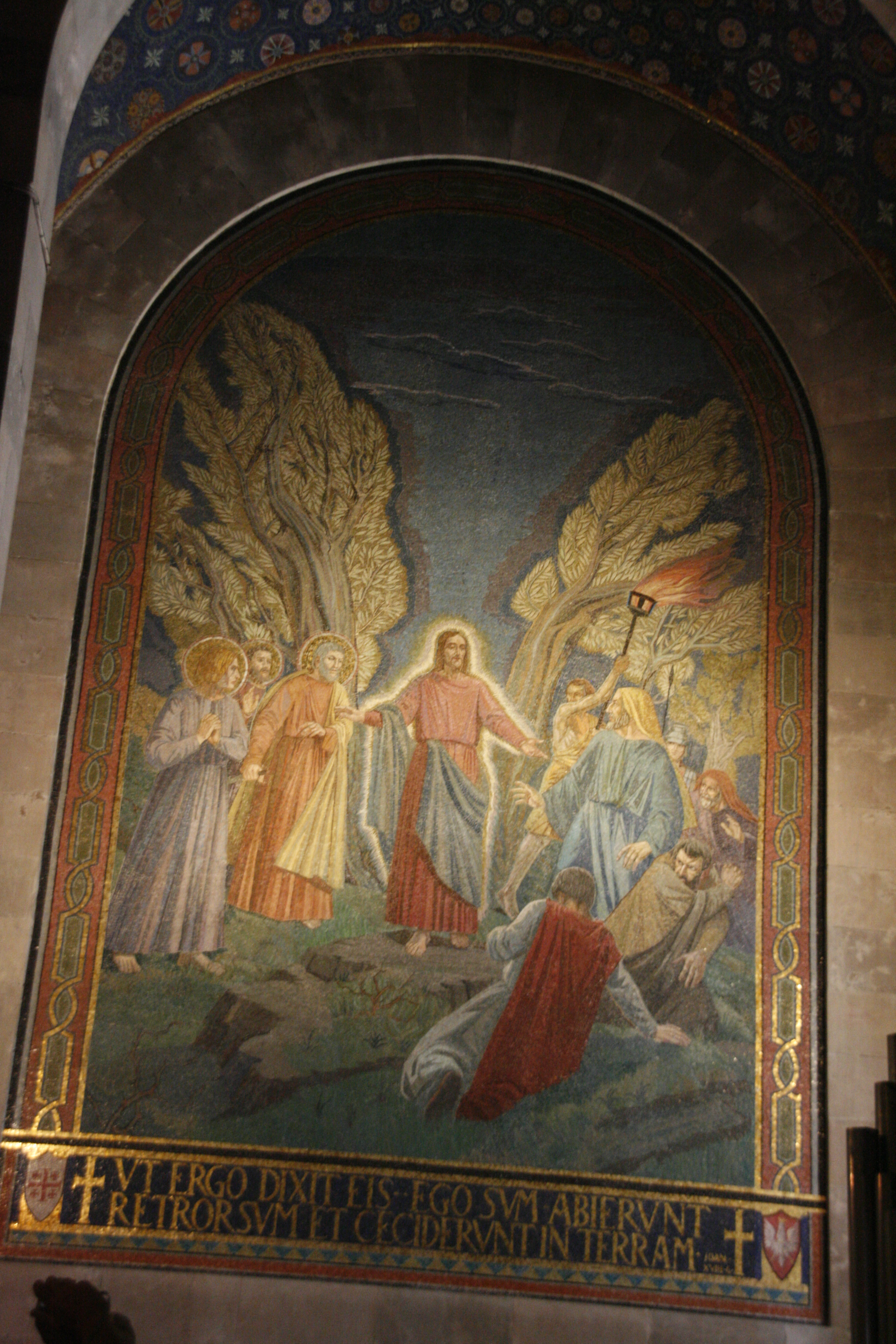
Aresztowanie Jezusa Chrystusa, mozaika w Kościele Wszystkich Narodów w Jerozolimie

Orygenes (zm. 253 r.) w Komentarzu do ewangelii Mateusza (PG  12, 1740), podkreślał znaczenie faktu geograficznej lokalizacji ogrodu Oliwnego, w którym Jezus modlił się wraz z uczniami przed Męką. Euzebiusz z Cezarei (ok. 333) w swym dziele Onomastikon podaje, że wierni nadal przychodzą do Getsemani modlić się w miejscu modlitwy Jezusa.

## Sanktuaria chrześcijańskie

### Kościół Konania

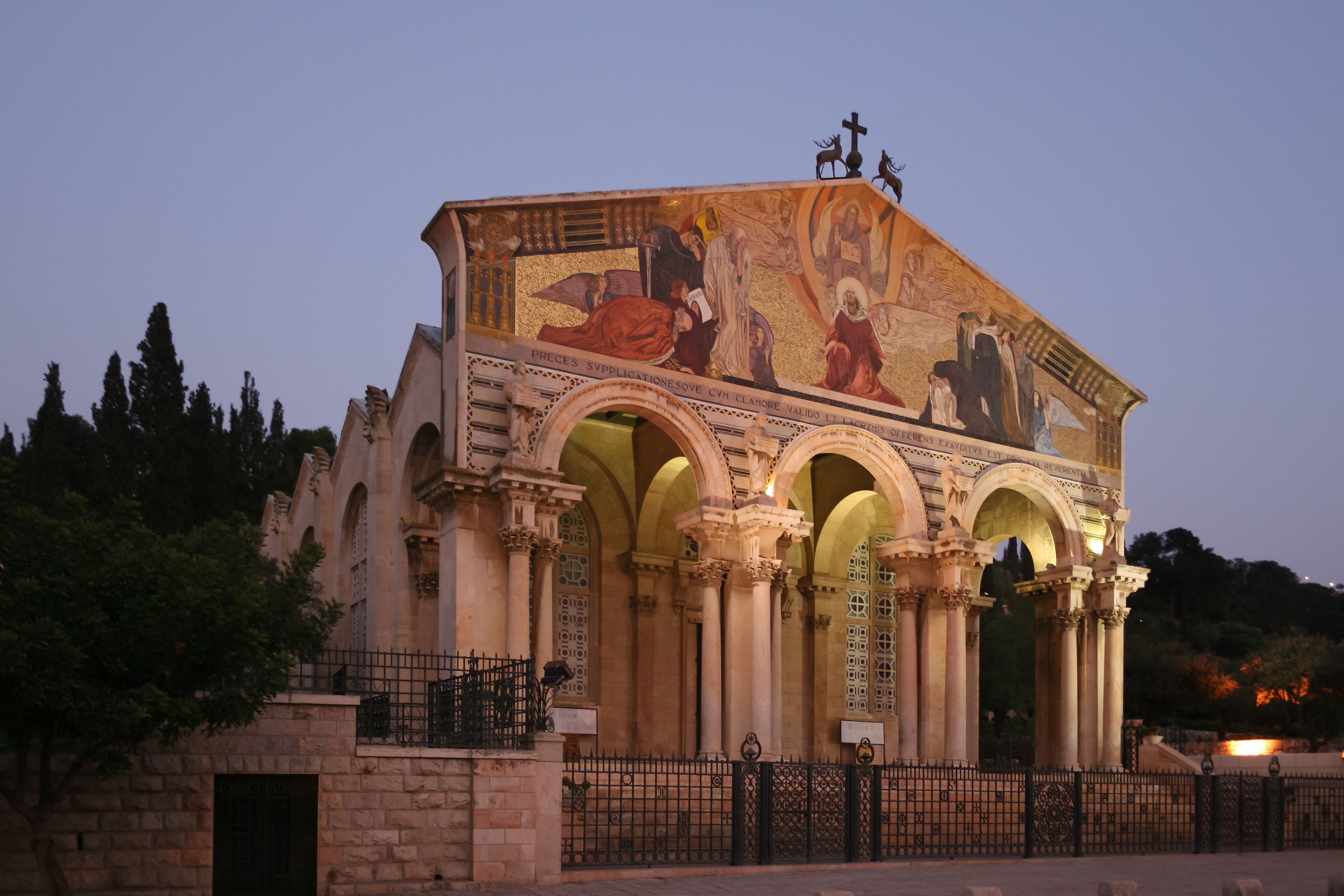
Bazylika Konania w Jerozolimie

W imieniu kościoła katolickiego nad miejscem Agonii Chrystusa, znajdującym się we wnętrzu ukończonej w 1924 roku bazyliki Agonii (według proj. Antonio Barluzziego), sprawują pieczę franciszkanie z Kustodii Ziemi Świętej. Od roku 1361 w ich rękach znajduje się również oddalona o kilkadziesiąt metrów Grota Pojmania – Grota Getsemani, od której nazwę przyjęła cała okolica.
Bazylika Agonii zwana również bazyliką Narodów, ze względu na pochodzenie donacji z różnych stron świata, dzięki którym franciszkanie zdołali ukończyć świątynię, wznosi się na planie starożytnej bazyliki bizantyjskiej, o której można odnaleźć informacje u hiszpańskiej pątniczki Egerii z 380 roku Z tej antycznej budowli zachowały się oprócz fundamentów fragmenty mozaikowej posadzki. W apsydzie nowej świątyni znajduje się dzisiaj mozaika przedstawiająca modlitwę Chrystusa w ogrodzie Oliwnym. Po bokach dwie inne mozaiki ufundowane przez Irlandczyków i stacjonujących w Palestynie w czasie II wojny światowej żołnierzy polskich. Jedna przedstawia pocałunek Judasza (Mk 14,45), druga zaś scenę pojmania Jezusa. Wokół bazyliki rosną zabytkowe drzewa oliwne, uważane przez pielgrzymów za niemych świadków wydarzeń ewangelicznych.

### Kościół grobu NMP

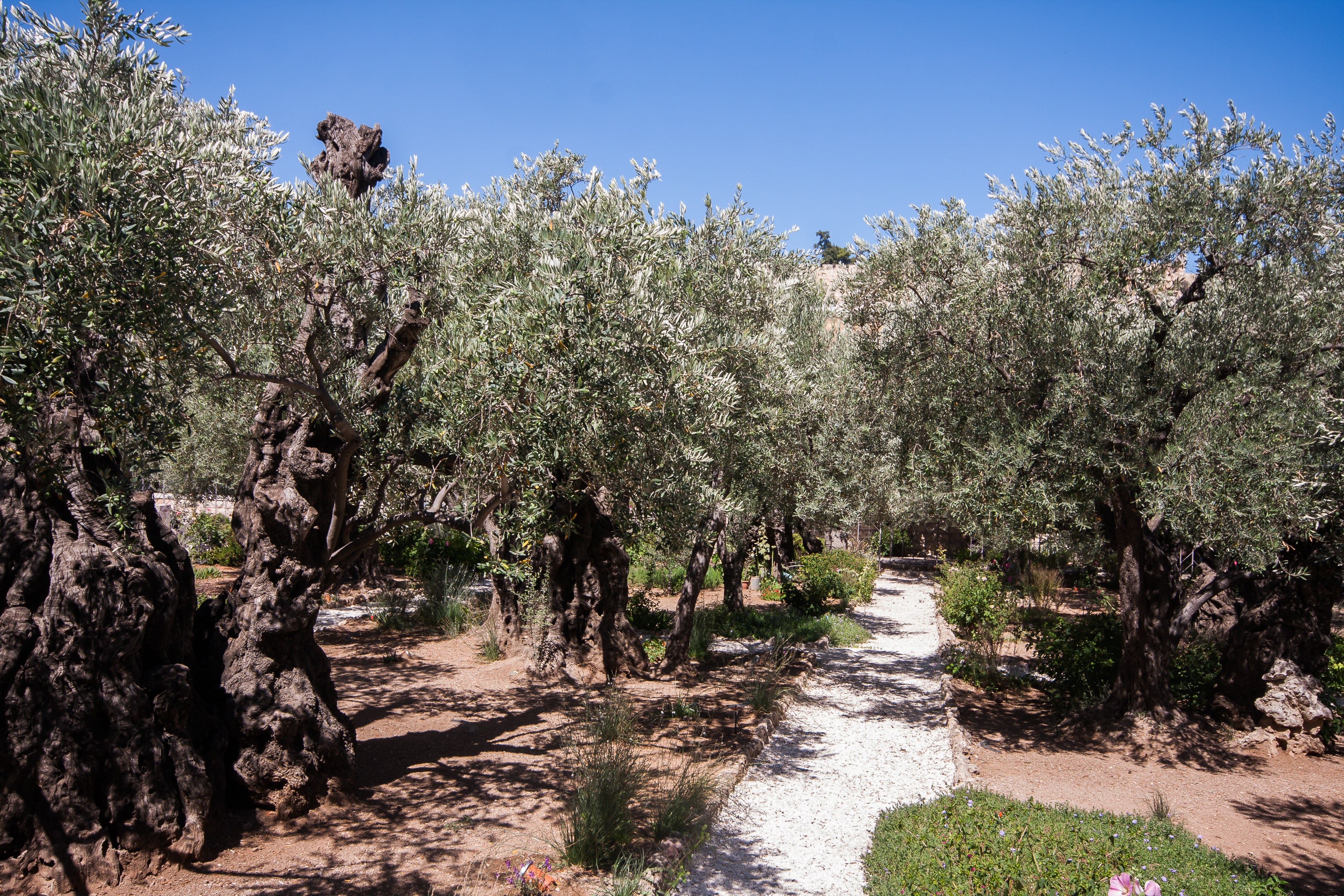
Stare drzewa oliwne

Obok Groty Pojmania, istnieje podziemny kościół Grobu Matki Bożej. Opiekują się nim mnisi greccy i ormiańscy. Jak podaje apokryf Transitus Mariae, to właśnie z tego miejsca Maryja Matka Jezusa została z duszą i ciałem wzięta do nieba. Miejsce było czczone przez judeochrześcijan już w II w. W IV w. powstała pierwsza świątynia poświęcona Matce Bożej. Konsekrował ją, zaraz po Soborze w Chalcedonie (431 r.) jerozolimski biskup Juwenalis. Bizantyjski imperator Maurycy w 490 r. dobudował kościół górny. Relikwia Grobu Maryi pokazywana była w obszernym dolnym kościele. Krzyżowcy zastali kościół górny w ruinie. W latach 1112–1130 benedyktyni wznieśli ponad Grobem Maryi nowy kościół wraz z przyległym klasztorem. Zburzył go w 1187 Saladyn, oszczędzając kryptę ze względu na cześć, jaką żywił dla 'błogosławionej Matki proroka Jezusa'. We wnętrzu krypty znajdował się m.in. sarkofag Melisandy matki króla jerozolimskiego Baldwina III z czasów wypraw krzyżowych.
Sam Grób Matki Bożej to blok kamienny, w którego wnętrzu wyżłobione zostały dwa niewielkie pomieszczenia. Pierwsze z nich to tzw. vestibulum, drugie to właściwa komora przeznaczona do pochówku. Ciało składano na kamiennej ławie. Podobny układ odnajdujemy w bazylice Grobu Świętego w Jerozolimie w edikolii Grobu Chrystusa. Zachowany fronton dolnego kościoła to typowy przykład średniowiecznego budownictwa z okresu wypraw krzyżowych. Sanktuarium zostało odebrane łacinnikom przez władców tureckich w 1757 r. Franciszkanie opiekowali się nim wcześniej od 1363. Prace konserwatorskie przeprowadził w Grobie Matki Bożej archeolog Bellarmino Bagatti, wykazując m.in., że miejsce to było wykorzystywane do pochówków w I w. n.e. Odkrycia archeologiczne uzupełniają świadectwa o charakterze epistograficznym m.in. apokryf Transitus Mariae (O zaśnięciu Matki Bożej) dostępny w językach: arabskim, syryjskim, etiopskim i greckim.